# Alagawadi, Raybag
Alagawadi là một làng thuộc tehsil Raybag, huyện Belgaum, bang Karnataka, Ấn Độ.